# Grobla (województwo świętokrzyskie)
Grobla – wieś sołecka w Polsce położona w województwie świętokrzyskim, w powiecie staszowskim, w gminie Rytwiany.

## Dawne części wsi – obiekty fizjograficzne
W latach 70. XX wieku przyporządkowano i opracowano spis lokalnych części integralnych dla Grobli zawarty w tabeli 1.

| Nazwa wsi – miasta  | Nazwy części wsi – miasta | Nazwy obiektów fizjograficznych – charakter obiektu |
| ------------------- | ------------------------- | --------------------------------------------------- |
| I. Gromada RYTWIANY |                           |                                                     |
| 1. Grobla           | 1. Adamówka               | 1. Błonie — pole 2. Dodawki — pole 3. Wzory — las   |

## Historia
Wieś wspomniana jest w „Słowniku geograficznym Królestwa Polskiego ...” jako należąca w 1881 roku do ówczesnego powiatu stopnickiego, gminy Oględów i parafii w Koniemłotach.
W latach 1975–1998 miejscowość administracyjnie należała do województwa tarnobrzeskiego.

## Zabytki
W Grobli znajduje się zabytkowy zespół młyna z 4 ćw. XIX w., wpisany do rejestru zabytków województwa świętokrzyskiego (dec. A-866/1-2 z 30.11.1993, nr w wykazie NID 643805). W skład zespołu wchodzą:
- młyn, 4 ćw. XIX w. (nr w wykazie NID 643805),
- dom młynarza, 4 ćw. XIX w. (nr w wykazie NID 643805).

## Literatura
1. Kaczmarek Leon (red. nauk. zeszytu), Taszycki Witold (red. nauk. wyd.): Urzędowe Nazwy miejscowości i obiektów fizjograficznych. 33. Powiat staszowski województwo kieleckie. Komisja ustalania nazw miejscowości i obiektów fizjograficznych (do użytku służbowego). Z: 33. Warszawa: Urząd Rady Ministrów. Biuro do Spraw Prezydiów Rad Narodowych, 1970. Brak numerów stron w książce